# فرودگاه سندرسن
فرودگاه سندرسن (به انگلیسی: Sanderson Field) یک فرودگاه همگانی بهره‌برداری هوایی با کد یاتا SHN است که یک باند فرود آسفالت دارد و طول باند آن ۱۵۲۶ متر است. این فرودگاه در شهر شلتون، واشینگتن کشور ایالات متحده آمریکا قرار دارد و در ارتفاع ۸۳ متری از سطح دریا واقع شده است.